# Kapela Dvor
Kapela Dvor is een plaats in de gemeente Lukač in de Kroatische provincie Virovitica-Podravina. De plaats telt 272 inwoners (2001).